# La Magie de l'amour
La Magie de l'amour (The Magic of Ordinary Days) est un téléfilm américain réalisé par Brent Shields, diffusé en 2005.

## Synopsis
Livy, la fille d'un pasteur se trouve enceinte hors mariage. Pour sauver les apparences, son père organise un mariage avec un fermier recruté par un de ses confrères. Obéissant à la volonté paternelle, la belle citadine instruite et raffinée, quitte Denver pour découvrir son futur époux, Ray Singleton, une heure avant la cérémonie. Ils rejoignent ensuite sa ferme isolée au milieu des champs. 
Elle s'adapte vite tandis que Ray, affable et attentif, ne souhaite que son bonheur. Au contact de la simplicité de la famille de Ray, Livy découvre la tendresse mais, pas l'amour, trop rongée par la culpabilité. Si bien qu'à l'approche de l'accouchement, Livy prévient secrètement le père biologique de l'existence du bébé.

## Fiche technique
- Titre original : The Magic of Ordinary Days
- Réalisation : Brent Shields
- Scénario : Camille Thomasson et Ann Howard Creel
- Photographie : Eric Van Haren Noman
- Musique : Lawrence Shragge
- Pays : États-Unis
- Durée : 93 min

## Distribution
- Keri Russell (VF : Barbara Delsol) : Livy
- Skeet Ulrich (VF : Damien Boisseau) : Ray Singleton
- Mare Winningham (VF : Caroline Beaune) : Martha
- Tania Gunadi : Florence
- Gwendoline Yeo : Rose
- Stephen Strachan : Hank
- Katie Keating : Ruth
- Ken Pogue : le révérend Case
- Eric Winter : Walter
- Jane McGregor : Abby
- Daryl Shuttleworth (en) : le révérend Dunne
- Brayden Bullen : Hank Jr.
- Sam Dyer : Chester
- Mary Black : Marian Case
- Jackie Robbins : Mrs Prat